# Skvoš
Skvóš (angleško squash) je šport, ki ga z loparji po navadi igrata dva igralca, redkeje tudi štirje (pri dvojicah) igralci. Igra se igra v dvorani, za ta šport predvidenem igrišču. Oprema je sestavljena iz posebnega loparja in posebne žogice. Igrišče je v sobi s štirimi stenami. Igralca zasedata igrišče istočasno. Cilj igre je, žogico odbiti tako, da je nasprotnik ne bo mogel odbiti. 

## Zgodovina in razvijanje skvoša
Skvoš se je začel razvijati sredi 19. stoletja v Angliji. Priljubljenost tega športa se še vedno veča, še posebej v vzhodnih državah Evrope. Države z velikim številom igralcev so še vedno ZDA, Francija, Anglija in druge, predvsem (nekdanje) angleške province; Avstralija, Egipt, Pakistan, ...

## Igrišče
Igra se v prostoru, ki je omejen s štirimi stenami. Mere igrišča: dolžina 9,75 m, širina 6,40 m. Obstajajo tudi večja igrišča, ki pa so zelo redka in se uporabljajo za igranje dvojic. Mere teh igrišč so: dolžina 9,75 m, širina 7,62 m. Na stenah igrišča, sprednja (čelna) stena, zadnja stena in stranski steni, se nahajajo oznake, ki omejujejo igrišče. Zadnja stena je steklena, tako da gledalci in sodnik lahko spremljajo igro. Prvenstva se izvajajo na igriščih, ki imajo varnostno steklo na mestu vseh štirih igralnih sten.

## Skvoš žoga
Žogica za skvoš je iz gume. Premer žoge znaša od 39,0 do 40,5 mm in tehta med 23,5 in 24,5 g. Žoga je znotraj votla in vsebuje kapljico vode, to povzroča, da pri segrevanju nastane notranji pritisk. Žogo je potrebno na začetku dobro segreti (z igranjem), da doseže svojo maksimalno odbijalno moč. Navadno so žoge črne barve, na tekmovanjih v steklenih dvoranah pa bele. Udarce se izvaja s posebnimi loparji, ki so težji od loparjev za badminton in lažji od loparjev za tenis.
Žoge so včasih označevali z barvnimi oznakami, ki so nakazovale moč skoka žoge. Velikost žoge je odvisna od proizvajalca. Za začetnike so primerne večje žoge, ki so nekoliko hitrejše. Dandanes proizvajalci, proizvajajo le še žoge z rumenimi oznakami. Za tekmovanja se uporabljajo zelo počasne žoge, ki so označene z dvema rumenima pikama. V povprečju dosegajo žoge pri profesionalnih igralcih do 200 km/h. Lopar za skvoš je lahko iz aluminija, stekla plastike (ogljikovih vlaken), strune na loparjih pa so iz najlona.

## Pravila

### Servis
Servis se izvaja iz enega od dveh kvadratov, ki sta narisana na igrišču. Servis mora zadeti čelno steno nad narisano linijo in po odbitku od stene, mora žoga pasti za linijo, ki nakazuje sredino igrišča. Tisti, ki servira, mora imeti vsaj eno nogo v kvadratu. Stran serviranja lahko na začetku, tisti ki servira, izbere. Po vsaki dobljeni točki, pa mora stran serviranja zamenjati. V primeru, da pride do napake pri izvajanju servisa, igralec nima možnosti ponavljanja servisa, pravica servisa se prenese na soigralca.

### Izmenjava žoge
Izmenjava žoge je sestavljena iz servisa in poljubnega števila udarcev. Igra se konča, kadar se prekine izmenjava žoge zaradi napačnega udarca ali pa je bila igra prekinjena, zaradi oviranja nasprotnika oz. igralca.
Če je udarec pravilen in se žoga dotakne sprednje stene ne-da bi se prej dotaknila katerekoli druge stene, igralec, ki je žogo udaril, dobi izmenjavo.
Če žoga zadene katerokoli steno prej kot sprednjo steno in je bil udarec pravilen, se dosodi ponovitev.
Če udarec ni bi pravilen, igralec, ki je žogo udaril, izgubi izmenjavo žog.

### Točkovanje
Igra se igra na tri dobljene nize. Vsak niz se igra do devet dobljenih točk. V primeru, da prideta oba igralca do osem točk, igralec, ki sprejema servis odloči, ali se igra igra do devet ali do deset dobljenih točk. Ko eden izmed igralcev doseže devet ali deset točk, zmaga niz (razlika pri tem ni pomembna).
Točko lahko osvoji le tisti, ki servira; nasprotnik lahko osvoji le menjavo servisa.

### Obračanje
Če igralec sledi žogi, ki je šla okoli njega; udari žogo še-le, ko je ta na njegovi desni strani po tem, ko je šla okoli njega, se to šteje kot obračanje.
Če igralec po obratu, zadene nasprotnika z žogo, se le-temu dosodi izmenjava. Če igralec pri obračanju zaradi strahu, da bi zadel nasprotnika, ustavi igro, se točka ponavlja (dosodi se ponovitev).

### Oviranje
Nasprotnik ne sme ovirati igralca, ne sme kratiti pogleda igralcu na žogo, kadar je le ta na vrsti za udarec.
Ovirani igralec se lahko odloči ali bo nadaljeval igro ali pa jo bo prekinil. V primeru, kadar bi lahko zaradi oviranja prišlo do poškodb, je bolje, če igro ustavi.
V primeru, da je prišlo do ustavitve igre, se igralcu lahko dovoli ponovitev.

### Ponovitev (LET)
Kadar pride do prekinitve igre npr. zaradi oviranja igralca,, se igra oz. izmenjava žoge ponavlja - ponovitev. V takem primeru se točka ponavlja. Tisti, ki je serviral za izmenjavo žoge, servis v primeru ponovitve ponovi. Servis se izvaja z istega mesta kot prej. Sodnik vedno presodi ali je to res let. Lahko se odloči, da igralec, ki je klical let, dobi točko. Temu se reče stroke. Stroke se pokaže s stisnjeno pestjo.
V primeru, da poči žoga, se igra ravno tako ponavlja in pa tudi, če igralec ni bil pripravljen na sprejem servisa.

### Stroke
Se določi kadar igralec ovira drugega igralca: 
- Med udarcem mu je napoti, preprečuje normalen udarec in izmah
- Igralec nemore varno žogice udariti mimo drugega.

Vsako izmed odločitev lahko sodnik razveljavi, če ima drugačno mnenje.

### Potek igre
Igra se igra na dva ali tri dobljene nize. Igralec, ki dobi dva ali tri nize, je zmagal. Med nizi je dovoljen počitek, ki znaša 90 sekund.

### Obnašanje na igrišču
Nekulturno obnašanje (motenje igre) je nesprejemljivo.